# Podorljak
Podorljak je naselje Općine Rogoznica u Šibensko-kninskoj županiji.

## Zemljopis
Nalazi se oko 7 kilometara istočno od Rogoznice.

## Stanovništvo
Prema popisu iz 2011. naselje je imalo 125 stanovnika.
| broj stanovnika |       |       | 208   | 233   | 250   | 245   |       |       | 343   | 333   | 356   | 290   | 258   | 210   | 162   | 125   | 125   |
|                 | 1857. | 1869. | 1880. | 1890. | 1900. | 1910. | 1921. | 1931. | 1948. | 1953. | 1961. | 1971. | 1981. | 1991. | 2001. | 2011. | 2021. |

## Poznate osobe
- Danko Radić, hrvatski košarkaški međunarodni sudac, trener i športski dužnosnik, dugogodišnji predsjednik HKS-a (u. 2018.)